# Robert Thoben
Robert Thoben (* 17. November 1963 in Lindern (Oldenburg)) ist ein ehemaliger deutscher Fußballspieler.

## Karriere
Als Oberliga-Spieler des SV Meppen zog Thoben 1985 das Interesse des Bundesligisten Hamburger SV auf sich. Zum Wechsel kam es nicht. Nach dem Aufstieg mit Meppen aus der Oberliga Nord in die 2. Bundesliga 1987 spielte er elf Jahre mit den Emsländern in der zweithöchsten deutschen Spielklasse. Der frühere Angreifer ist mit 61 Treffern Rekordtorschütze des Vereins in der 2. Bundesliga. Nach dem Abstieg 1998 spielte er noch ein Jahr in der Regionalliga Nord mit Meppen und wechselte dann zum Ligakonkurrenten Eintracht Nordhorn. Von 2000 bzw. 2005 bis 2012 spielte er für die zweite Mannschaft des SV Meppen und trainierte diese gleichzeitig, zusammen mit Josef Menke.

## Statistik
| Liga          | Spiele (Tore) |
| ------------- | ------------- |
| 2. Bundesliga | 361 (61)      |
| Wettbewerb    |               |
| DFB-Pokal     | 012 0(2)      |